# Giulia Bartolini
Giulia Bartolini (Prato, 22 gennaio 1990) è una pallanuotista italiana, di ruolo attaccante.

## Biografia

### Club
Comincia a giocare nelle giovanili dell'Associazione Nuoto Prato, squadra in cui debutta in Serie C nella stagione 2002-2003 e con la quale è protagonista della promozione dalla Serie C alla B nel 2003-2004. Nel 2004-2005 cambia società ed esordisce in Serie A1 con la McDonald's Firenze Pallanuoto, ma è nel 2005-2006 che diviene una protagonista della massima serie, contribuendo poi alla salvezza alle finali play-out contro l'Athlon 90 Palermo. Nella stagione successiva viene tesserata dall'Orizzonte Catania, la squadra di pallanuoto femminile più blasonata d'Italia, e, dopo una stagione di apprendistato, nel 2007-2008 entra nel giro delle titolari, giocando tutti i match e segnando 32 gol in campionato nella stagione regolare, a cui si sommano 2 reti nei play-off e 7 nella massima competizione europea. A fine stagione vince con le etnee lo Scudetto (grazie alle 3 vittorie a una nelle finali play-off contro la Fiorentina Waterpolo) e la Coppa dei Campioni, battendo in finale per 14-13 le greche del Vouliagmeni.
Decide a questo punto di riavvicinarsi a casa e si trasferisce alla Rari Nantes Florentia, anche se l'esperienza in A1 in questa società dura solo un'annata, terminata con la retrocessione alle finali play-out contro la Rari Nantes Imperia, che aveva terminato la regular season con 20 punti in meno. A livello personale disputa tutte le partite e realizza 40 reti in campionato nella stagione regolare, a cui si aggiungono 8 gol segnati nei play-out. Bartolini rimane a Firenze in A2 ma cambia società, tornando nell'NGM Firenze Pallanuoto, dove a inizio stagione è infortunata, in quanto convalescente dopo un infortunio a una spalla; si ristabilisce in tempo per l'inizio del campionato. La squadra non raggiunge l'obiettivo stagionale, visto che nelle finali play-off viene sconfitta dalla Waterpolo Fontalba Messina.
Nella stagione successiva (2010-2011) ha un altro contrattempo a livello fisico, che le fa saltare undici giornate di campionato: infatti a fine gennaio, durante un'amichevole, riceve un colpo che le procura una doppia frattura alla mandibola, rendendo necessarie due operazioni; Giulia rientra comunque per le ultime quattro partite della stagione regolare ed è presente nelle finali play-off vinte contro il Serapo Sport Gaeta, che permettono il ritorno in A1 della società fiorentina. Nel 2011-2012 ritrova continuità e gioca tutte le partite, piazzandosi al 4º posto nella classifica cannonieri della stagione regolare del massimo campionato con 48 reti. La sua squadra si piazza in sesta posizione in campionato e conquista la finale di Coppa Italia, dove viene sconfitta dall'Orizzonte Catania per 13-12, nonostante le 4 reti proprio dell'ex Bartolini, che in tutta la competizione ha segnato 14 gol in 5 partite.
Nella stagione 2012-2013 diventa capitano e guida le compagne al 4º posto nella stagione regolare, piazzamento confermato poi ai play-off, anche se in semifinale la sconfitta è di misura, visto che il Firenze viene battuto 5-4 dal Rapallo, poi vincitore del campionato. La squadra raggiunge la quarta posizione anche in Coppa Italia. Nel 2013-2014 le soddisfazioni maggiori arrivano dall'Europa, dove la squadra in Coppa dei Campioni supera il girone eliminatorio, anche se poi si deve arrendere ai quarti di finale all'Imperia. Questo risultato garantisce però alla squadra fiorentina l'accesso alla final four di Coppa LEN, disputatasi nella piscina di casa di Bellariva, dove, dopo aver vinto la semifinale, il Firenze viene sconfitto per 10-9 in finale dalle greche dell'Olympiakos, nonostante i 4 gol di Bartolini, che si afferma capocannoniere della manifestazione con 6 reti. In campionato la squadra arriva al quinto posto nella regular season, posizione poi confermata ai play-off.
In vista della stagione seguente, Bartolini dopo dieci anni decide di tornare a giocare nella sua città natale, la cui squadra nel frattempo ha raggiunto la A1 ed è stata rinominata Prato Waterpolo. Bartolini però, per impegni extra sportivi, entra in squadra all'ultima di campionato, a marzo del 2015. Nella stagione successiva entra a far parte in pianta stabile della rosa e dopo la quarta posizione nella stagione regolare, nella final six arriva un quinto posto come piazzamento finale. Dopo la cessazione dell'attività da parte della società pratese, Bartolini decide di ripartire dalla Rari Nantes Florentia, formazione in cui aveva già giocato in passato per una stagione e con cui disputa il campionato di A2 2016-17, allenata da mister Sellaroli, già avuto negli ultimi tre anni passati nel Firenze Pallanuoto. La giocatrice pratese si piazza al 2º posto nella classifica marcatori della regular season con 62 reti e a fine stagione arriva la promozione in A1 a seguito di una doppia vittoria in finale play-off contro la Vela Ancona; l'anno successivo, sempre nelle file della Rari Nantes Florentia, ottiene la salvezza.
Nella stagione 2018-19 si trasferisce alla C.S.S. Verona, neopromossa in massima serie, dove conquista la salvezza con il 7º posto finale. Nella stagione successiva il campionato è stato stoppato dopo la decima giornata a causa del Covid-19, con la FIN che ha stabilito al riguardo il blocco delle retrocessioni e la non assegnazione del titolo; al momento dello stop, la C.S.S. Verona si trovava al 5º posto in classifica.

### Nazionali
Con le Nazionali giovanili selezionate da Roberto Fiori partecipa a varie competizioni ufficiali: nel 2007 conquista il 5º posto ai Mondiali Juniores di Porto (riservati alle '87 e seguenti), segnando 6 gol in 6 partite; sempre nella solita estate perde in finale ai rigori (15-14 contro la Russia) nell'Europeo per nate nel 1989 e seguenti, tenutosi a Chania, nonostante la realizzazione del rigore nella serie finale, oltre ad una doppietta nei tempi regolamentari (8 gol in 6 partite in tutto il torneo). Nell'estate 2008 è protagonista della vittoria negli Europei Juniores di Chania (riservati alle '89 e seguenti), conquistata battendo per 9-8 l'Ungheria in finale, partita nella quale Bartolini mette a segno una rete. Questo titolo continentale è stato il primo nella categoria per la Nazionale Juniores femminile italiana. Nel 2010, con Fiori come Commissario Tecnico del Setterosa, gioca alcune partite e segna qualche gol in Nazionale maggiore, ed è una delle pre-convocate per gli Europei di Zagabria, disputando i tornei di preparazione, ma viene esclusa alla vigilia della manifestazione quando il gruppo viene ridotto da 16 a 13 atlete. Nel luglio del 2013 viene convocata da Marco Capanna per la XXVII Universiade, a Kazan, dove con l'Italia vince la medaglia di bronzo, battendo per 6-5 nella finalina il Canada. Bartolini in questa partita alla fine del terzo quarto segna il gol decisivo, quello che schioda per l'ultima volta il risultato dal pareggio. In tutta la manifestazione segna 7 reti in 6 partite.

## Presenze e reti nei club
Statistiche aggiornate all'8 febbraio 2020.
| Stagione                     | Squadra                      | Campionato                   | Campionato | Campionato | Coppe nazionali | Coppe nazionali | Coppe nazionali | Coppe continentali | Coppe continentali | Coppe continentali | Altre coppe | Altre coppe | Altre coppe | Totale | Totale |
| Stagione                     | Squadra                      | Comp                         | Pres       | Reti       | Comp            | Pres            | Reti            | Comp               | Pres               | Reti               | Comp        | Pres        | Reti        | Pres   | Reti   |
| ---------------------------- | ---------------------------- | ---------------------------- | ---------- | ---------- | --------------- | --------------- | --------------- | ------------------ | ------------------ | ------------------ | ----------- | ----------- | ----------- | ------ | ------ |
| 2002-2003                    | Associazione Nuoto Prato     | C                            | ?          | ?          | -               | -               | -               | -                  | -                  | -                  | -           | -           | -           | ?      | ?      |
| 2003-2004                    | Associazione Nuoto Prato     | C                            | ?+2        | 12+6       | -               | -               | -               | -                  | -                  | -                  | -           | -           | -           | ?      | 18     |
| 2004-2005                    | Firenze Pallanuoto           | A1                           | 19         | 3          | -               | -               | -               | -                  | -                  | -                  | -           | -           | -           | 19     | 3      |
| 2005-2006                    | Firenze Pallanuoto           | A1                           | 22+5       | 18+5       | -               | -               | -               | -                  | -                  | -                  | -           | -           | -           | 27     | 23     |
| 2006-2007                    | Orizzonte Catania            | A1                           | 20+6       | 12+1       | -               | -               | -               | CC                 | 6                  | 0                  | SL          | 1           | 0           | 33     | 13     |
| 2007-2008                    | Orizzonte Catania            | A1                           | 22+6       | 32+2       | -               | -               | -               | CC                 | 10                 | 7                  | -           | -           | -           | 38     | 41     |
| Totale Orizzonte Catania     | Totale Orizzonte Catania     | Totale Orizzonte Catania     | 42+12      | 44+3       |                 | -               | -               |                    | 16                 | 7                  |             | 1           | 0           | 71     | 54     |
| 2008-2009                    | Rari Nantes Florentia        | A1                           | 22+5       | 40+8       | -               | -               | -               | -                  | -                  | -                  | -           | -           | -           | 27     | 48     |
| 2009-2010                    | Firenze Pallanuoto           | A2                           | 17+5       | 52+?       | -               | -               | -               | -                  | -                  | -                  | -           | -           | -           | 22     | ?      |
| 2010-2011                    | Firenze Pallanuoto           | A2                           | 7+2        | 23+10      | -               | -               | -               | -                  | -                  | -                  | -           | -           | -           | 9      | 33     |
| 2011-2012                    | Firenze Pallanuoto           | A1                           | 18         | 48         | CI              | 5               | 14              | -                  | -                  | -                  | -           | -           | -           | 23     | 62     |
| 2012-2013                    | Firenze Pallanuoto           | A1                           | 18+4       | 32+1       | CI              | 5               | 12              | -                  | -                  | -                  | -           | -           | -           | 27     | 45     |
| 2013-2014                    | Firenze Pallanuoto           | A1                           | 15+4       | 29+7       | CI              | 3               | 7               | CC+CL              | 5+2                | 9+6                | -           | -           | -           | 29     | 58     |
| Totale Firenze Pallanuoto    | Totale Firenze Pallanuoto    | Totale Firenze Pallanuoto    | 116+20     | 205+?      |                 | 13              | 33              |                    | 5+2                | 9+6                |             | -           | -           | 156    | ?      |
| 2014-2015                    | Prato Waterpolo              | A1                           | 1          | 0          | -               | -               | -               | -                  | -                  | -                  | -           | -           | -           | 1      | 0      |
| 2015-2016                    | Prato Waterpolo              | A1                           | 18+2       | 36+4       | CI              | 9               | 13              | -                  | -                  | -                  | -           | -           | -           | 29     | 53     |
| 2016-2017                    | Rari Nantes Florentia        | A2                           | 18+2       | 62+6       | -               | -               | -               | -                  | -                  | -                  | -           | -           | -           | 20     | 68     |
| 2017-2018                    | Rari Nantes Florentia        | A1                           | 15         | 24         | FC+CI           | 7+2             | 14+2            | -                  | -                  | -                  | -           | -           | -           | 24     | 40     |
| Totale Rari Nantes Florentia | Totale Rari Nantes Florentia | Totale Rari Nantes Florentia | 55+7       | 126+14     |                 | 9               | 16              |                    | -                  | -                  |             | -           | -           | 71     | 156    |
| 2018-2019                    | C.S.S. Verona                | A1                           | 18         | 22         | CI              | 4               | 5               | -                  | -                  | -                  | -           | -           | -           | 22     | 27     |
| 2019-2020                    | C.S.S. Verona                | A1                           | 10         | 20         | CI              | 4               | 8               | -                  | -                  | -                  | -           | -           | -           | 14     | 28     |

## Palmarès

### Club
- Campionato italiano: 1

Orizzonte Catania: 2007-08
- LEN Champions Cup: 1

Orizzonte Catania: 2007-08

### Nazionali
- Oro ai campionati europei juniores: 1

Italia: Chania 2008
- Argento ai campionati europei giovani: 1

Italia: Chania 2007
- Bronzo all'Universiade: 1

Italia: Kazan 2013